# Полеводино
Полеводино — село в Фёдоровском районе Саратовской области, в составе Первомайского муниципального образования.
Основано как немецкими колонистами в 1873 году.
Население — 2 (2010) чел..

## История
Основано в 1873 году переселенцами из села Орловское. Немецкое название — Альтенау. Колония входила в состав Верхне-Ерусланского колонистского округа, впоследствии Верхне-Караманской волости Новоузенского уезда Самарской губернии. Относилась к лютеранскому приходу Гнаденфлюр. В селе имелись молельный дом, ветряная мельница.
С 1918 года село входило в Верхне-Караманского (Гнаденфлюрского) района, с 1922 года Фёдоровского кантона Трудовой коммуны немцев Поволжья (с 1924 года - АССР немцев Поволжья), с 1935 года — Гнаденфлюрского кантона.
В голод в Поволжье в селе родилось 29 человек, умерли 23.
В 1926 году в селе имелись сельсовет, начальная школа, изба-читальня. В 1927 году постановлением ВЦИК "Об изменениях в административном делении Автономной С.С.Р. Немцев Поволжья и о присвоении немецким селениям прежних наименований, существовавших до 1914 года" село Старое Полеводино (в документе — Половидино) Фёдоровского кантона переименовано в Альтенау
28 августа 1941 года был издан Указ Президиума ВС СССР о переселении немцев, проживающих в районах Поволжья. Немецкое население депортировано, село, как и другие населённые пункты Фёдоровского кантона, включено в состав Саратовской области. Впоследствии переименовано в село Полеводино.

## Физико-географическая характеристика
Село расположено в Низком Заволжье, в пределах Сыртовой равнины, относящейся к Восточно-Европейской равнине, у истоков реки Большой Караман, на высоте 99 метров над уровнем моря. Рельеф - полого-увалистый. Почвы тёмно-каштановые.
По автомобильным дорогам расстояние до административного центра сельского поселения села Первомайское — 5 км, до районного центра посёлка Мокроус — 37 км, до областного центра города Саратов — 150 км
Часовой пояс
Полеводино, как и вся Саратовская область, находится в часовой зоне МСК+1. Смещение применяемого времени относительно UTC составляет +4:00.

## Население
| \| 1889[9] \| 1897[9] \| 1910[9] \| 1920[9] \| 1922[9] \| 1926[9] \| 1931[9] \| \| -------- \| ------- \| ------- \| ------- \| ------- \| ------- \| ------- \| \| 238 \| ↗250 \| ↗287 \| ↗440 \| ↘411 \| ↗454 \| ↗578 \| \| 2002[10] \| 2010[1] \| \| \| \| \| \| \| ↘28 \| ↘2 \| \| \| \| \| \| 100 200 300 400 500 600 1920 2010 |      |      |      |      |      |      |
| 1889 | 1897 | 1910 | 1920 | 1922 | 1926 | 1931 |
| 238 | ↗250 | ↗287 | ↗440 | ↘411 | ↗454 | ↗578 |
| 2002 | 2010 |      |      |      |      |      |
| ↘28 | ↘2   |      |      |      |      |      |

Национальный состав
В 1931 году немцы составляли свыше 95 % населения села.